# 해리 저드
해리 저드(Harry Judd, 1985년 11월 23일 ~ )는 잉글랜드의 드러머로, 맥플라이의 일원이다.